# Ойта (аеропорт)
Аеропорт Ойта (яп. 大分空港, おおいたくうこう, оіта куко; англ. Oita Airport) — державний вузловий міжнародний аеропорт в Японії, розташований в місті Кунісакі префектури Ойта. Розпочав роботу з 1971 року як Новий аеропорт Ойта. 1973 року змінив назву на сучасну. Спеціалізується на внутрішніх та міжнародних авіаперевезеннях.